# Iglesia de las Tres Caídas (Salamanca)
El Templo de Jesús de Nazareno de las Tres Caídas es un edificio católico ubicado en el centro histórico de la ciudad de Salamanca, Guanajuato, México. El templo es catalogado como monumento histórico por el Instituto Nacional de Antropología e Historia (INAH) para su preservación.

## Historia

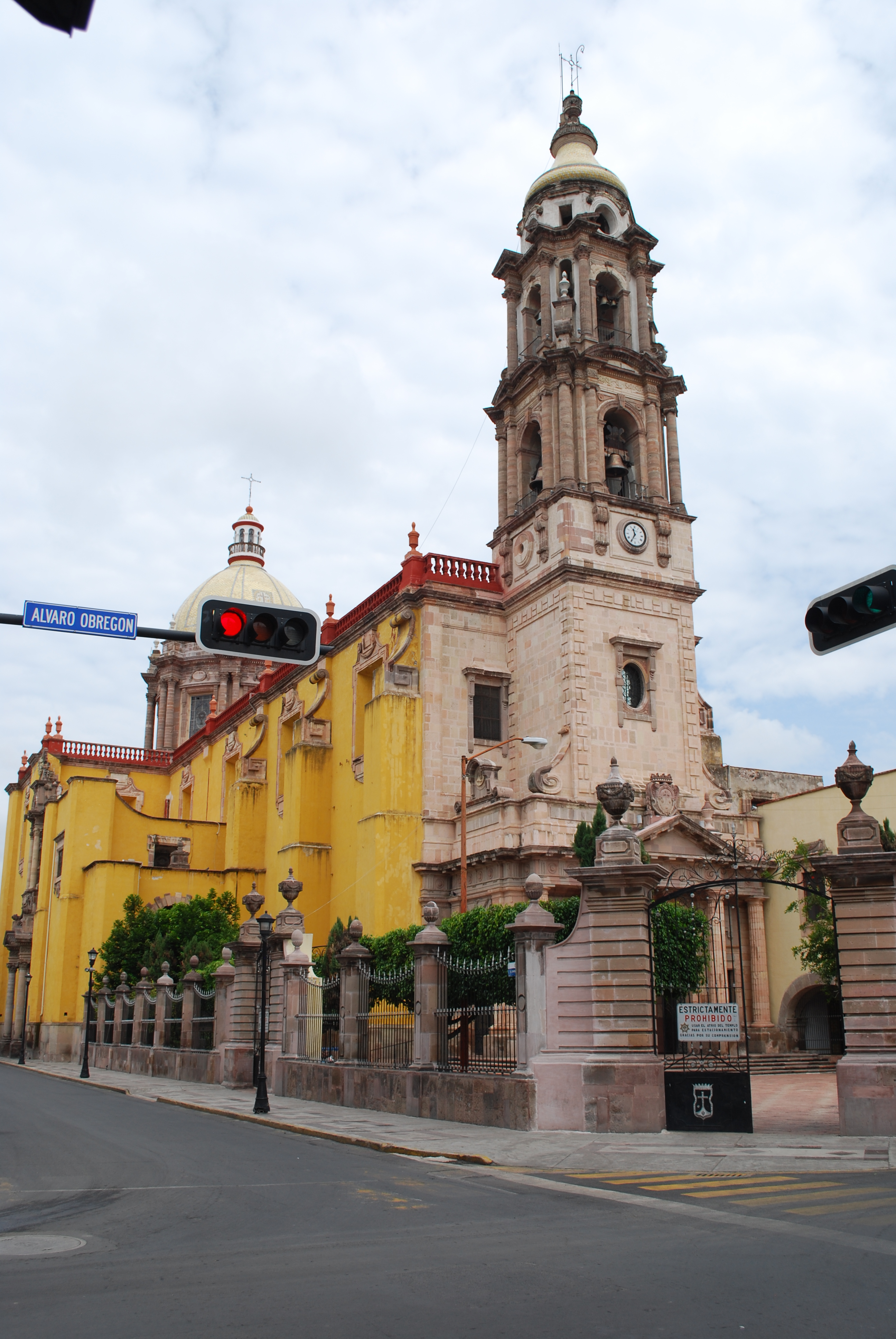
El Templo del Carmen en Celaya fue la inspiración del templo.

Se inició la construcción de este templo en 1810 y concluyó tres décadas después. Es obra del afamado arquitecto Francisco Eduardo Tresguerras, quien falleció en su natal Celaya en 1833. El templo, en especial su torre central, es un gran ejemplar de la arquitectura neoclásica muy popular en esa época. El templo es considerado una réplica en pequeño del Templo del Carmen en Celaya, obra cumbre de Tresguerras.
Tresguerras se encargó de decorar la bóveda del crucero mientras el primer capellán del templo el Padre Medrano se encargó de decorar el interior.
La decoración original del templo era muy sencilla. El padre Ives Grall, decorador y presbítero francés, fue capellán del templo por seis años que residió en Salamanca. Mientras estaba en el cargo, recibió una donación de las hermanas Ana María y Manuela Páramo. Esto permitió que Grall adornara el templo de una manera elegante que aún se puede observar hoy en día. Fueron ornamentados las bóvedas y muros del templo. Fue construido un acceso al púlpito dentro del muro oriental de la nave, sin embargo ya no existe. Grall también hizo la decoración mural y de las bóvedas de la Parroquia del Señor del Hospital.
Los cuadros murales del interior del templo los realizó el pintor salmantino Zeferino Rico. Tres de los cuadros representan a las tres caídas que sufrió Jesucristo en camino al Calvario (3º estación, 7ª estación y 9ª estación de la vía crucis). De ahí deriva el templo su nombre. El cuatro cuadro representa a la Crucifixión de Jesús. Todos los altares y el entablamento que corre a lo largo de la nave del templo son del estilo neoclásico. La torre fue restaurada a principios del siglo XXI.

## Galería

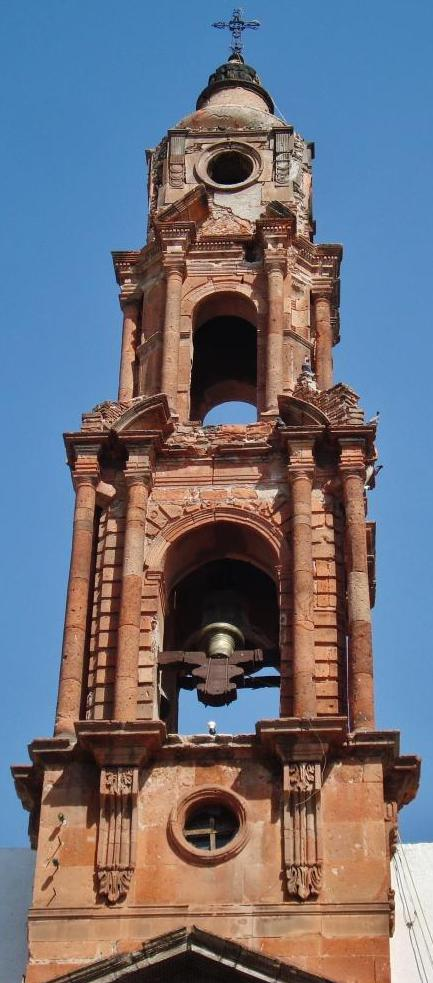
La torre central.
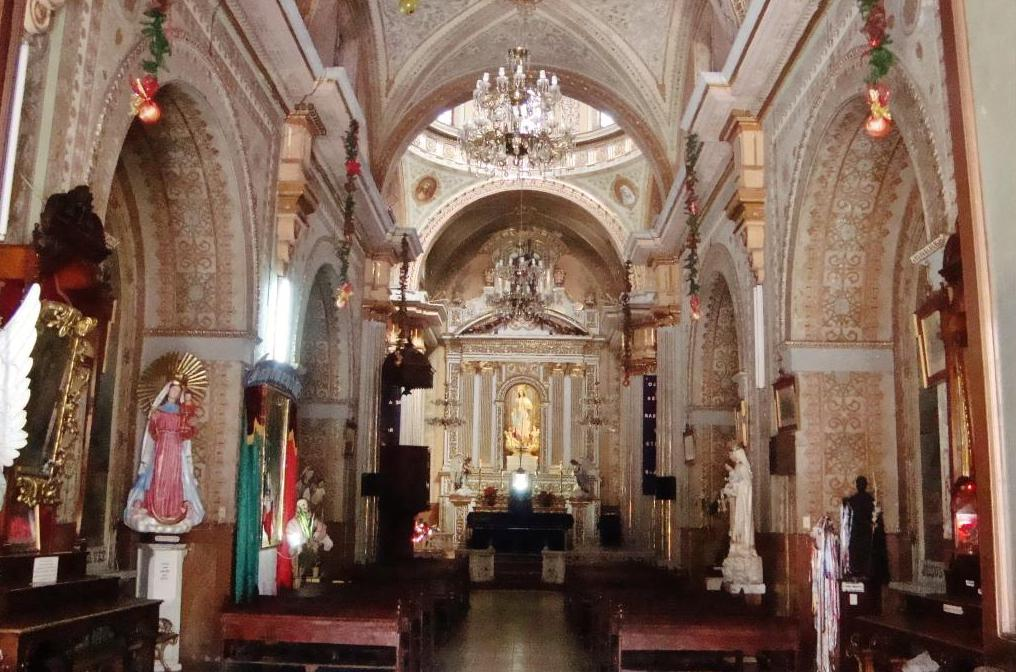
La nave.
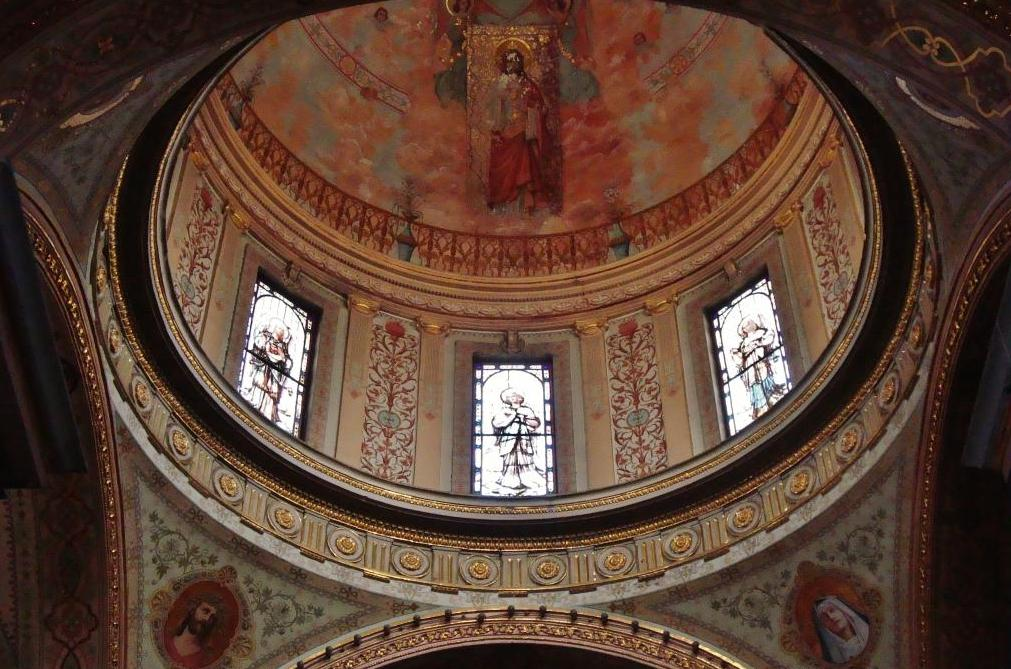
La cúpula.
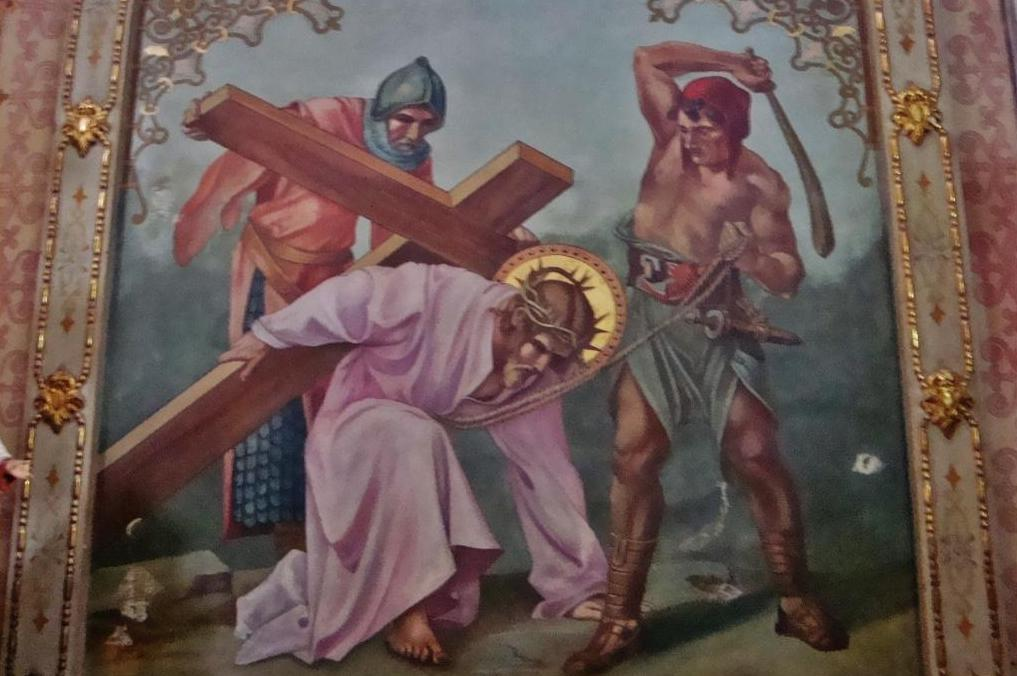
La primera caída.
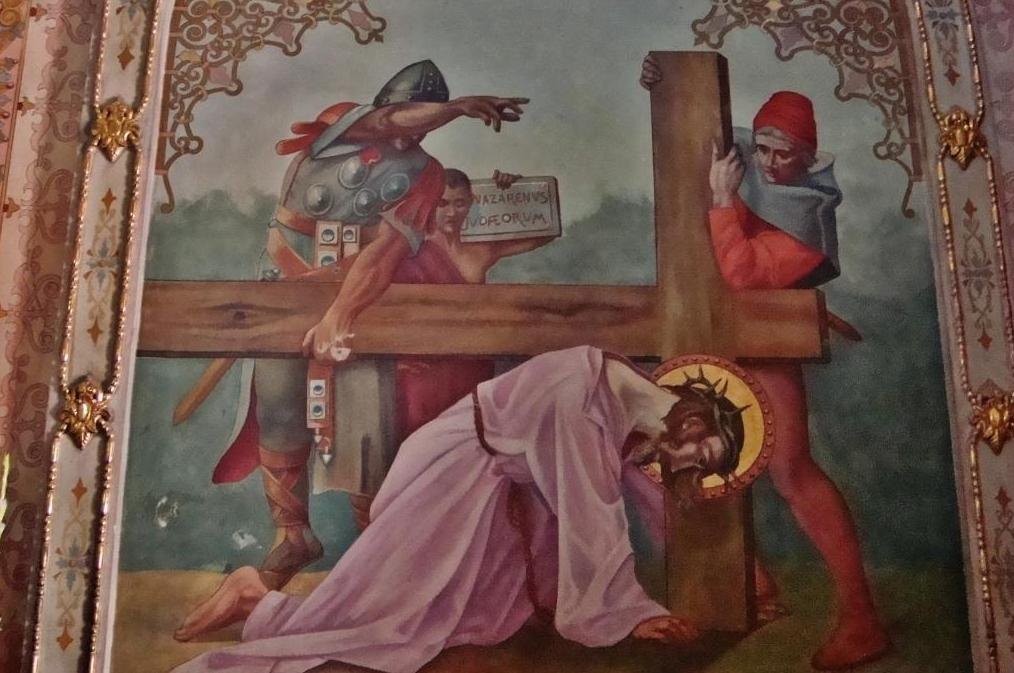
La segunda caída.
La tercera caída.
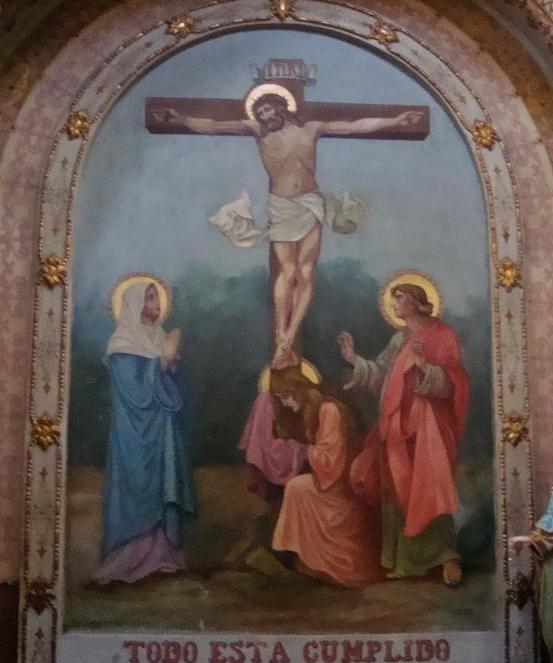
La Crucifixión.
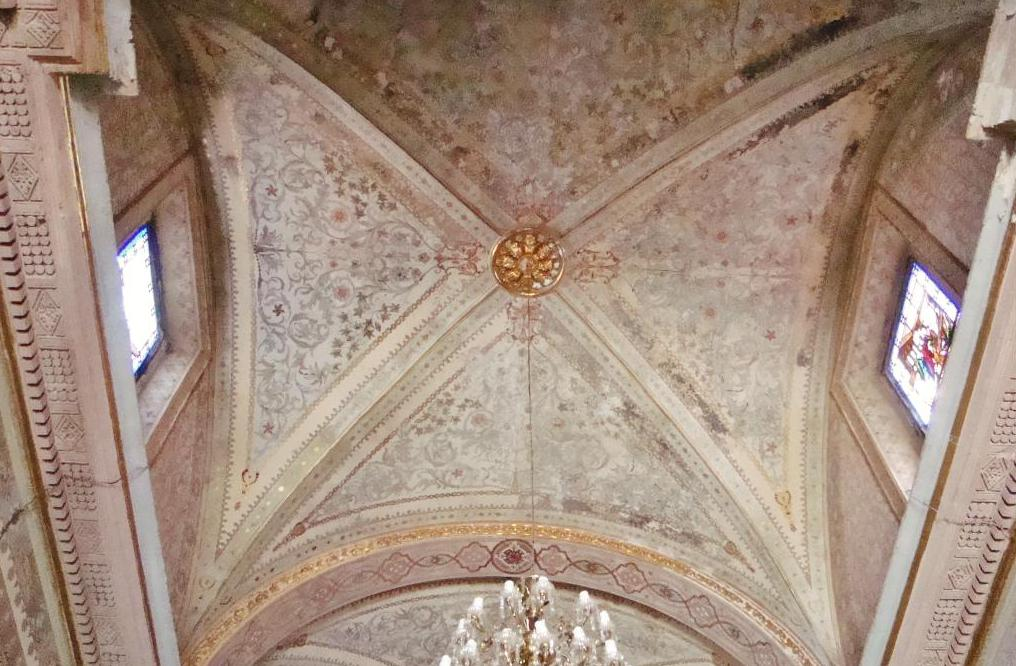
Una bóveda.
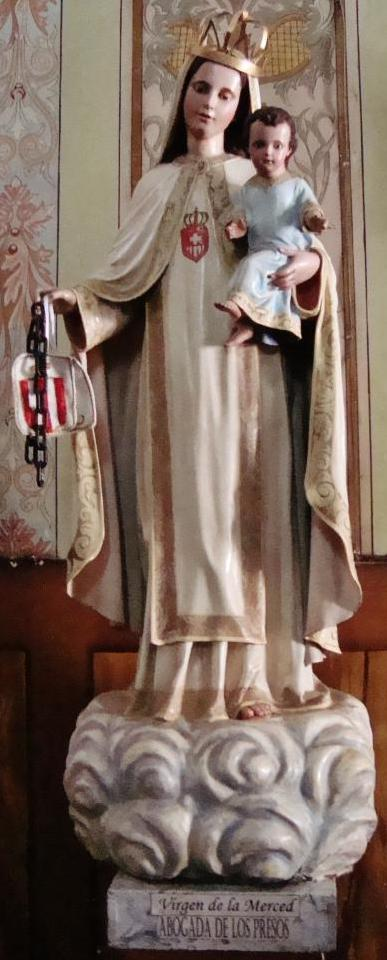
La Virgen de la Merced.
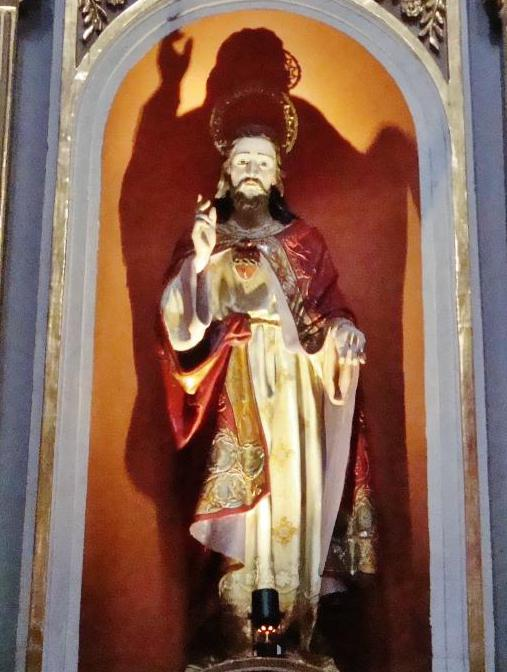
Jesucristo.
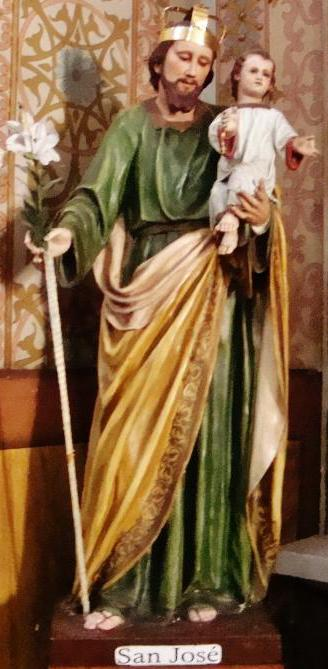
José de Nazaret.